# 1793 Zoya
1793 Zoya (1968 DW) là một tiểu hành tinh vành đai chính được phát hiện ngày 28 tháng 2 năm 1968 bởi Tamara Mikhaylovna Smirnova ở Nauchnyj. Nó được đặt theo tên anh hùng Zoya Anatolyevna Kosmodemyanskaya Liên Xô trong Chiến tranh thế giới thứ hai.